# Cineti

Iberia prima della conquista cartaginese, 300 a.C. circa

I Cineti o Conii erano uno dei popoli preromani della Penisola Iberica, che vivevano nelle attuali regioni dell'Algarve e del Basso Alentejo, nel Portogallo meridionale, e nella parte meridionale di Badajoz e nelle porzioni nord-occidentali delle province di Cordova e Ciudad Real, in Spagna, prima del VI secolo a.C. (in quella che diventerà la parte meridionale della provincia romana di Lusitania).  Secondo l'epitome di Giustino, i mitici Gargoris e Habis furono i loro re fondatori.
Sono spesso citati nelle fonti antiche con varie denominazioni, per lo più derivati greci o latini dei loro due nomi tribali: Cynetas/Cynetum; Kunetes, Kunetas, e Kunesioi o Cuneus, seguiti da Konioi.

## Origini ed etnonimo
Le loro origini etniche e linguistiche rimangono ampiamente contestate, anche se, a causa della vicinanza geografica, è possibile che essi fossero legati sia alla civiltà di Tartesso sia ai celti, visto che il termine Conii, la probabile denominazione che impiegavano per identificarsi, deriva dal Protoceltico kwon (cane). Queste tribù indoeuropee, celtiche o pre-celtiche che fossero, crearono un insediamento a Lacobriga (l'odierna Lagos) nell'anno 1899 a.C.
Queste tribù indoeuropee, celtiche o pre-celtiche che fossero, crearono un insediamento a Lacóbriga (l'odierna Lagos) nell'anno 1899 a.C..
È stato suggerito che gli aplotipi HLA-A25-B18-DR15 e HLA-A26-B38-DR13, che sono marcatori genetici unici trovati in Portogallo, possano provenire dai Cineti/Conii.

## Storia
I Cineti non sembrano aver avuto un ruolo significativo nella Seconda guerra punica e nei conflitti successivi, anche se per tutto il III-II secolo a.C. furono costantemente sotto la pressione delle tribù celtiche settentrionali, il che può spiegare la loro volontà di mettersi sotto la protezione di potenze straniere come Cartagine e poi Roma.
Intorno al III secolo a.C., i Celti raggiunsero l'Algarve occidentale, fondando una colonia a Lacobriga (Monte Molião, vicino a Lagos) e nel 153 a.C., durante le Guerre Lusitane contro Roma, Conistorgis cadde sotto i Lusitani e i loro alleati Vettoni. I Cineti furono quindi costretti a passare dalla Repubblica romana ai Lusitani, subendo nel 141-140 a.C. le campagne di rappresaglia del console Quinto Fabio Massimo Serviliano nel sud-ovest iberico.
Nel 138-137 a.C. il Cyneticum fu aggregato alla provincia Hispania Ulterior, per poi tornare ad essere un campo di battaglia durante le Guerre Sertoriane, quando Quinto Sertorio si impadronì di Conistorgis e il console Quinto Cecilio Metello Pio devastò la regione per rappresaglia, venendo sconfitto nella battaglia di Lacobriga nel 78 a.C..
Nel 27-13 a.C. i Cineti, noti meglio ai romani con l'etnonimo Conii, romanizzati furono incorporati nella provincia di Lusitania.

## Cultura

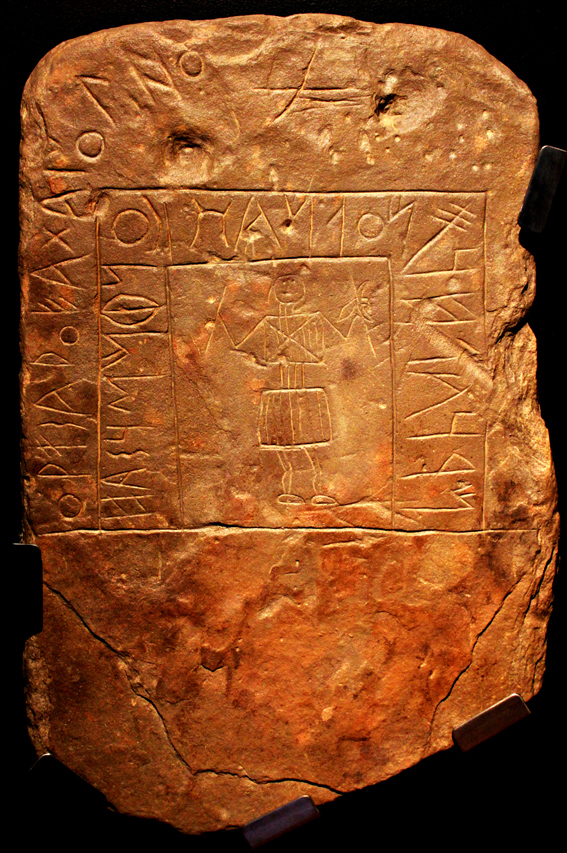
Iscrizione dei Cineti del VIII secolo a.C.

La loro presenza in queste regioni è attestata archeologicamente dagli elaborati tumuli a cremazione dell'élite dominante, i cui ricchi corredi funerari e le lastre iscritte in "alfabeto tartassico" - detto anche "scrittura sud-occidentale" - che segnano le tombe, testimoniano i contatti con il Nordafrica e il Mediterraneo orientale fin dal IX secolo a.C.. Studiosi come Schulten considerano i Cine una tribù ligure (imparentata con i Liguri dell'Italia nord-occidentale/Francia sud-orientale) e ritengono che i "Liguri siano il popolo originaritio della penisola iberica". I Conii avrebbero lasciato la loro impronta non solo in Portogallo, ma anche in Spagna e nelle regioni europee in cui i Liguri si sono stabiliti. Sembrano essere imparentati con gli Aquitani e i Baschi.
Nell'area sono state rinvenute iscrizioni in lingua tartassica, in una varietà spesso indicata come scrittura paleoispanica sud-occidentale. Il nome Conii, presente in Strabone, sembra essere identico a quello dei Cineti, citati da Erodoto come gli abitanti più occidentali dell'Europa e da lui distinti dai Celti.